# Anežka Schulzová
Pour les articles homonymes, voir Schulz et Schulzová.
Anežka Schulzová, née à Prague (alors en Autriche-Hongrie) le 24 mars 1868 et morte dans cette ville le 4 novembre 1905,,, est une traductrice, librettiste et critique austro-hongroise.
Elle a créé le livret de trois des opéras de Zdeněk Fibich.

## Biographie
Anežka Schulzová est une fille du journaliste et homme politique Ferdinand Schulz (cs) (1835-1905) et de sa femme Karolina (1842-1907) et est l'aînée de huit frères et sœurs.
Elle souffre de rachitisme depuis sa jeunesse et ne va donc pas à l'école et est éduquée par son père. Dans les années 1888-1894, elle est critique de théâtre et collabore au Zlaté Prahy et au Květů. Elle étudie les langues modernes, dont elle devient traductrice. Elle écrit également des études critiques et biographiques sur des auteurs étrangers. Elle est surtout connue pour ses livrets d'opéras de Zdeněk Fibich. Elle connait l'amour extraconjugal avec ce compositeur dont elle influencera le travail.
Elle meurt en 1905 et est enterrée dans le cimetière d'Olšany.

### Liens familiaux
- Un de ses frères, Ivan  Schulz (cs) (1871-1935), est traducteur depuis l'anglais et des langues nordiques ;
- Un neveu, Karel Schulz (en), est romancier, critique de théâtre, poète et nouvelliste.

## Livrets d'opéra
- 1896 : Zdeněk Fibich : Hedy : chant en 4 actes[7]
- 1897 : Zdeněk Fibich : Sarka[8]
- 1900 : Zdeněk Fibich : Pád Arkuna [La Chute d'Arkun]